# Paul Nurse
Paul Maxime Nurse (ur. 25 stycznia 1949 w Norwich) – brytyjski genetyk i biochemik, uhonorowany Nagrodą Nobla 2001 za badania nad regulacją cyklu komórkowego. Dyrektor londyńskiego centrum nauk biomedycznych Francis Crick Institute
W latach 1976–1980 badając mutanty wzrostowe drożdży Schizosaccharomyces pombe odkrył białko cdc2, kinazę białkową zależną od cyklin, które ma centralną funkcję w regulacji cyklu komórkowego.

## Życiorys
W 1970 ukończył studia na Uniwersytecie w Birmingham, w roku 1973 obronił doktorat na Uniwersytecie Anglii Wschodniej. W latach 1996–2002 był dyrektorem generalnym Fundacji Imperium Brytyjskiego Badań nad Rakiem. Od roku 2003 jest prezydentem Uniwersytetu Rockefellera w Nowym Jorku. W 1989 został członkiem Royal Society, w 1998 uhonorowano go prestiżową amerykańską nagrodą naukową Laskera, razem z Lelandem Hartwellem i Yoshio Masui. W 2001 Uniwersytet Karola w Pradze przyznał mu tytuł doktora honoris causa. Paul Nurse znany jest z szerokich zainteresowań, wesołego usposobienia i upodobania do szybkich motocyklów. Właśnie bezpośredniość i miły charakter sprawiły, że prasa brytyjska nazywa go Davidem Beckhamem nauki.